# Stromatoporoidéer
Stromatoporoidéer (Stromatoporoidea) är en utdöd grupp djur som man först räknade till nässeldjuren. Relativt nya rön av likartade levande djur har dock gjort att stromatoporoidéer klassificeras som en grupp svampdjur av flertalet forskare.
Stromatoporoidéerna uppkom under kambrium och troddes ha dött ut under krita, men man har funnit levande djur som är mycket lika stromatoporoidéerna och i så fall finns denna grupp svampdjur fortfarande. Denna grupp djur var en av de viktigaste revbyggarna under silur. De levde därför i grunda hav och liksom nutida korallrev krävde dåtida revbyggare ungefär lika förutsättningar vad gäller miljön för att kunna leva, alltså varmt och grunt vatten. I Sverige återfinns betydande mängder fossil av stromatoporoidéer på Gotland vars berggrund är uppbyggd av korallrev från silurperioden. Där kallas de ofta massiva fossila skeletten från stromatoporoidéerna för ”kattskallar”, "aitlar".
De djur som idag antas vara besläktade med stromatoporoidéerna har intagit en helt annan nisch och lever på mer än 100 meters djup längs branta väggar och i grottor.

## Anatomi
De fossila lämningar som finns kvar efter stromatoporoidéer utgörs av deras mycket massiva kalkskelett. Beroende på tillförsel av sediment och vattenenergi (vågrörelse mm.) medförde det en stor variation av formen på dessa djur. När det var hög sedimentavsättningen och det knappt förekom några strömmar i vattnet resulterade det i att havsbottnen blev täckt med slam och stromatoporoidéerna tvingades därför att växa på höjden för att inte begravas. Vid motsatta förhållanden, när energin i vattnet var hög och sedimentationstillförseln var låg kunde djuren istället breda ut sig lateralt.